# Universiteit van Ulsan
De Universiteit van Ulsan (Koreaans: 울산대학교) is een private universiteit gevestigd in Ulsan, Zuid-Korea. De Universiteit werd op gericht in 1969 als de Ulsan Institute of Technology en werd in 1985 gepromoveerd tot een volwaardige universiteit.
In de QS World University Rankings van 2020 staat de Universiteit van Ulsan wereldwijd op een 511-520ste plaats, waarmee het de 15de Zuid-Koreaanse universiteit op de ranglijst is.